# Anderson Ribeiro
Anderson Ribeiro, właśc. Anderson Mendes Ribeiro (ur. 2 lipca 1981 w Porto Alegre) – brazylijski piłkarz, grający na pozycji napastnika lub pomocnika.

## Kariera piłkarska

### Kariera klubowa
Wychowanek klubu SC Internacional. W 2002 przeszedł do Arsenału Charków. Dwa lata później przeniósł się do Metalista Charków, a następnie powrócił do Arsenału, na bazie którego po awansie do Premier Lihi utworzono klub FK Charków. Latem 2007 przedłużył o następne 4 lata kontrakt z FK Charków. W 2009 roku Ribeiro trafił do Tarxien Rainbows. W lipcu 2010 powrócił do Ukrainy, gdzie został piłkarzem Metałurha Zaporoże. Latem 2011 przeniósł się do maltańskiego Hamrun Spartans FC.